# Fadogia ancylantha
Fadogia ancylantha là một loài thực vật có hoa trong họ Thiến thảo. Loài này được Schweinf. mô tả khoa học đầu tiên năm 1877.